# A28 (Italië)
De A28 of Autostrada Portogruaro-Conegliano is een, na voltooiing, 45 kilometer lange autosnelweg in Italië.
Hij verbindt de A4 vanaf Portogruaro via Pordenone naar Conegliano, met de A27 tussen Venetië en Belluno. Deze weg geeft het verkeer wat vanuit oostelijke richting naar de Dolomieten wil, een goed alternatief voor de drukke A4 ten oosten van Venetië.